# Kappa1 Ceti
Kappa1 Ceti (κ1 Cet / 96 Ceti / HD 20630 / HR 996) es una estrella en la constelación de Cetus de magnitud aparente +4,83. Aunque comparte la denominación «Kappa» con Kappa2 Ceti, no existe relación física entre las dos estrellas. Mientras que Kappa1 Ceti es una estrella relativamente próxima situada a 29,9 años luz del sistema solar, Kappa2 Ceti está unas 10 veces más alejada.
Kappa1 Ceti es una enana amarilla de tipo espectral G5Vv —la v indica que es una estrella variable— con una temperatura superficial de 5690 K y una luminosidad del 85 % de la del Sol. Con valores de diámetro y masa ligeramente inferiores a los del Sol —96 % y 90 % respectivamente—, su metalicidad es significativamente menor que la solar — solo un 10 %.
La variabilidad de Kappa1 Ceti es debida a la rotación de la estrella, que hace que ciertos rasgos magnéticos —como manchas estelares— entren y salgan del campo de visión. Ello produce una pequeña variación, conocida desde hace tiempo, cada 9,2 o 9,3 días. Además se ha observado un segundo período superpuesto de 8,9 días, que debe estar causado por una mancha estelar próxima al ecuador que, debido a la rotación diferencial, gira algo más deprisa. La alta velocidad de rotación de Kappa1 Ceti, de al menos 4,64 km/s en su ecuador, indica que es una estrella relativamente joven, con una edad en torno a 800 millones e incluso 650 millones de años.
Asimismo, Kappa1 Ceti tiene un ciclo de actividad de manchas estelares, probablemente no muy distinto del solar, cada 5,6 años. Además emite grandes llamaradas, unas 108 - 109 más energéticas que una eyección de masa coronal típica en el Sol.